# Joan Maria Nin i Gènova
Joan Maria Nin Génova (Barcelona, 1953) és un economista i advocat català, amb una llarga trajectòria en el sector bancari espanyol. És membre del Consell de Govern de la Universitat de Deusto, de la Fundación del Consejo de España-Estados Unidos, de la Fundación del Consejo España-China, de la Fundación del Consejo España-India, del Patronat de la Fundació ESADE, de la Fundació CEDE, de la Fundació Federico García Lorca i de la farmacèutica Indukern.
Fou director general de la Caixa de Pensions per a la Vellesa i d'Estalvis entre juny de 2007 i el 30 de juny de 2014. També és vicepresident i conseller delegat de CaixaBank i vicepresident de Criteria CaixaHolding i de la Fundació La Caixa. També ha exercit de conseller en representació de CaixaBank a diverses empreses, nacionals i internacionals, entre les quals destaquen Gas Natural Fenosa, GF Inbursa, BPI, Erste Bank, Repsol i VidaCaixa Grup. Forma part de la junta del Círculo Ecuestre.

Joan Maria Nin neix a la ciutat de Barcelona el 1953. És advocat-economista per la Universitat de Deusto i té un màster en dret per l'Escola de Ciències Econòmiques i Polítiques de Londres.
Va començar la seva carrera professional com a director de programa de l'equip que va negociar l'adhesió d'Espanya a la Unió Europea des del 1978 fins al 1980, any en què es va incorporar al Banco Hispano Americano en càrrecs de banca internacional, corporativa i minorista. El 1992, amb la fusió d'aquest banc amb el Banco Central Hispano, Joan Maria és nomenat director general de banca comercial i membre del comitè de direcció. El 1999 el Central Hispano es fusiona amb el Banc Santander, sent nomenat en aquesta nova entitat director general i membre del comitè de direcció, a més de tenir responsabilitats en banca comercial.
L'any 2002 és contractat com a conseller delegat de Banc Sabadell; càrrec que va ocupar fins a l'any 2007, en què es va produir la seva entrada en el grup "La Caixa".
El 7 de juny de 2007 és nomenat director general de La Caixa i l'1 de juny 2011, amb la reestructuració del grup que porta a la caixa d'estalvis a segregar el seu negoci financer a CaixaBank, Joan Maria Nin assumeix el càrrec de vicepresident del nou banc. Durant la reestructuració també és elegit per ocupar el càrrec de vicepresident a Criteria CaixaHolding-el hòlding d'inversions industrials del grup i a la Fundació La Caixa. També ha sigut conseller en representació de CaixaBank de diverses empreses on el banc és accionista.
El juny de 2014, després de mesos de tensions amb Isidre Fainé, Nin abandona la vicepresidència de CaixaBank i l'entitat nomena com a conseller delegat a Gonzalo Gortázar. Joan Maria Nin seguirà vinculat a l'entitat a través de tres importants consells d'administració: Erste Bank, Repsol i Gas Natural. Amb la destitució va cobrar uns 11 milions d'euros d'indemnització aproximada. L'agost del 2014 es va anunciar que s'incorporava al consell de la farmacèutica Indukern.